# Lu Jun
Dans ce nom, le nom de famille, Lu, précède le nom personnel.
Lu Jun dit le "Sifflet d'or", né le 19 mars 1959, est un arbitre chinois. International depuis 1991, il est le seul arbitre chinois à avoir officié en Coupe du monde. 
Le mercredi 15 février 2012, il est condamné par la justice chinoise à des peines de prison ferme comme trois autres arbitres accusés d'avoir accepté des pots-de-vin pour truquer des résultats. Cela l'amena à cinq ans et demi de réclusion et confiscation de ses biens à hauteur de 1000000 yuans.

## Carrière
Il a officié dans des compétitions majeures : 
- Coupe du monde de football féminin 1991 (2 matchs)
- Coupe d'Asie des nations de football 1996 (2 matchs)
- Coupe du monde de football des moins de 20 ans 1999 (5 matchs)
- Jeux olympiques 2000 (2 matchs)
- Coupe d'Asie des nations de football 2000 (2 matchs)
- Coupe des confédérations 2001 (1 match)
- Coupe du monde de football de 2002 (2 matchs)
- Coupe d'Asie des nations de football 2004 (2 matchs)